# East Grand Forks
East Grand Forks – miasto w Stanach Zjednoczonych, w stanie Minnesota, w hrabstwie Polk.